# Элеконд
АО «Элеконд» (произносится элеко́нд) — промышленная компания в г. Сарапул Удмуртской Республики (Россия), специализирующаяся на разработке и производстве алюминиевых, танталовых, ниобиевых конденсаторов, светодиодных светильников, а также некоторых автокомпонентов. Является одним из ведущих предприятий оборонно-промышленного комплекса России по разработке и производству электролитических конденсаторов

## О компании
Название предприятия образовано началами двух слов: ЭЛЕктролитические + КОНДенсаторы. Благодаря строительству завода появился новый микрорайон города, который назван по названию завода — Элеконд.
Продукция предприятия имеет оборонное значение, предприятие занесено в реестр оборонно-промышленного комплекса России.
На предприятии регулярно выпускается газета «Заводская новь».
Предприятие занимается охраной окружающей среды: запатентованы ряд изобретений, относящиеся к технологиям и устройствам для защиты окружающей среды. Имеются изобретения, относящиеся к производству конденсаторов.
АО «Элеконд» активно участвует в различных радиотехнических выставках, экспонируя свои последние разработки.
Завод «Элеконд» является дипломантом программы «Российское качество».

## История
- Согласно постановлению Совета Министров РСФСР № 1700 от 19 ноября 1960 года в г. Сарапуле УАССР началось строительство завода по выпуску электролитических конденсаторов: в 1963 году заложен фундамент первого объекта — прирельсового склада. В 1964 году строители приступили к возведению главного производственного корпуса.
- 1 января 1968 года завод был введен в число действующих.
- 22 мая 1969 года выпущена первая партия конденсаторов К50-3 малых диаметров, а через два месяца освоили большие диаметры. В 1970 году заводом начато производство алюминиевой конденсаторной фольги. В 1971 году в строй введен производственный корпус предприятия.
- В 1973 году освоена технология изготовления оксидно-полупроводниковых конденсаторов. Для обеспечения выполнения производственных планов и развития технического прогресса в 1975 году создано Специальное конструкторское бюро (СКБ), которым выполнен ряд работ по внедрению прогрессивных технологий формовки, пиролиза, тренировки оксидно-полупроводниковых конденсаторов, а также разработаны новые типы конденсаторов.
- Кроме выпуска конденсаторов, предприятие с 1975 года занимается производством товаров народного потребления, а с 1993 года — продукции производственно-технического назначения.
- 10 февраля 1993 года предприятие стало акционерным обществом.
- В 2001 году продукция предприятия была отмечена в рамках программы Госстандарта РФ «100 лучших товаров России»[11]
- С 2002 года СМК предприятия сертифицирована в системе добровольной сертификации ГОСТ Р на соответствие ГОСТ Р ИСО 9001-2001, «Военэлектронсерт» и «Военный Регистр».
- С февраля 2007 года СМК сертифицирована на соответствие ГОСТ Р 51814.1-2004(ИСО/ТУ 16949:2002).[12]
- 2010 год. ОАО «Элеконд» становится победителем 1-го Всероссийского конкурса в области менеджмента качества[13]

## Собственники и руководство[14]
- часть Минимущества Удмуртии.
- часть ЗАО «Центр создания спроса».
- часть ООО «Элеконд-сервис».
- часть ОАО «Комбинат производственных предприятий», в свою очередь обратно на 10 % принадлежащий ОАО «Элеконд».

## Санкции
1 мая 2024 года, из-за российского вторжения в Украину, компания «Элеконд» включена в блокирующий санкционный список США против военно-промышленной базы России. Власти страны отмечали что компания производит полупроводниковые конденсаторы для российского военно-промышленного комплекса. Ранее компания была включена в санкционный список Украины.

## Продукция

#### Конденсаторы алюминиевыe электролитическиe
| К50-15  | К50-17  | К50-27  | К50-37  | К50-68  | К50-74  |
| К50-76  | К50-77  | К50-80  | К50-81  | К50-83  | К50-84  |
| К50-85  | К50-86  | К50-87  | К50-88  | К50-89  | К50-92  |
| К50-93  | К50-94  | К50-95  | К50-96  | К50-97  | К50-98  |
| К50-99  | К50-100 | К50-101 | К50-102 | К50-103 | К50-104 |
| К50-105 | К50-106 |         |         |         |         |

#### Конденсаторы танталовые электролитические объёмно-пористые
| К52-1  | К52-1М | К52-1Б | К52-1БМ | К52-9  | К52-11 |
| К52-17 | К52-18 | К52-19 | К52-20  | К52-21 | К52-24 |
| К52-26 | К52-27 | К52-28 | К52-29  | К52-30 |        |

#### Конденсаторы танталовые оксидно-полупроводниковые
| К53-1А | К53-65 | К53-66 | К53-68 | К53-69 | К53-7  | К53-71 |
| К53-72 | К53-74 | К52-77 | К52-78 | К52-79 | К52-80 | К52-82 |

#### Конденсаторы ниобиевые оксидно-полупроводниковые
| К53-4 |

#### Суперконденсатры (ионисторы)
| К58-26 | К58-27 | К58-28 | К58-29 | К58-30 | К58-31 | К58-32 | К58-33 |

#### Накопители электрической энергии на основе модульной сборки супеконденсаторов
| МИК | МИЧ | ИТИ | НЭЭ |